# ブルートーンズ
ザ・ブルートーンズ (The Bluetones) は、イギリス・ロンドン出身のロックバンド。

## 概要
1993年結成、ブリットポップ・ムーブメント全盛の1995年にデビュー。繊細なギターポップを持ち味として、1996年のシングル「Slight Return」やデビュー・アルバム『Expecting to Fly』のヒットで一躍人気を集めた。ブリットポップ終焉後も地道に活動を続けていたが、2011年をもって解散することを発表。同年秋に日本公演を締めくくりとするフェアウェル・ツアーを行い、18年間の活動に一旦幕を下ろした。デビュー20周年を迎えた2015年に再結成を発表。その後も断続的にツアーを継続し、2020年5月には8年半ぶりとなる来日公演を行うことを発表。

## メンバーと主な担当楽器
- マーク・モリス (Mark Morriss, 1971年10月18日 - ) ボーカル

バンドのフロントマン。バンド解散後も、ソロ・アーティストとして活動を行っている。
- アダム・デヴリン (Adam Devlin, 1969年9月17日 - ) ギター

ザ・スミスやオレンジ・ジュース、アズテック・カメラの影響を受けてギターを始める。デビュー当時、憧れのヒーローとしてエドウィン・コリンズやジョニー・マー、スコット・ウォーカー、ラヴのアーサー・リーなどを挙げている。
- スコット・モリス (Scott Morriss, 1973年10月10日 - ) ベース、コーラス

マークの弟。ブルートーンズのアルバムやシングルのジャケットを手がけており、バンドがインディーに転じてからはPVの制作も自ら手がけた。バンド解散後は、フリーのアニメーション作家に転向している。
- エズ・チェスターズ (Eds Chesters, 1971年10月24日 - ) ドラム

ブルートーンズ加入前は、「Hippy Chick」のヒットで知られるポップ・ユニット「Soho」に在籍していた。バンド解散後は、オステオパシー（整骨療法の一種）に転身している。
元メンバー
- リチャード・ペイン (Richard Payne, 1971年1月1日 - ) キーボード

元ドッジーのサポート・メンバー。1998年から2002年まで在籍。ブルートーンズ脱退後はオーストラリアに移住していたが、2011年9月に本国で行われたフェアウェル・ツアーに参加するため、久々にバンドに復帰した。

## 来歴

### バンド結成
ザ・スミスやストーン・ローゼズの音楽に触発されたマーク・モリス（ボーカル）とアダム・デヴリン（ギター）、マークの弟のスコット・モリス（ベース）により「The Bottlegarden」というバンドを結成。後にエズ・チェスターズ（ドラムス）も加入し、1993年に「The Bluetones」としてライヴ活動を開始。4人は大ロンドンのハウンズローという町で、同郷のドッジーのメンバーと同じ一軒家に住み込みながら、リハーサルに明け暮れる下積み時代を過ごした。

### デビュー、 一躍人気の頂点へ
1994年、新人バンドの登竜門的存在であるフィアース・パンダ・レコードのコンピレーション盤で「No. 11」という曲を発表（これは彼らが11番目に作った曲ということで名づけられ、後に「Bluetonic」として発表された）。その後、スーパーグラスやシェッド・セヴンなどのオープニングアクトとして全英各地を回り、1995年2月には自主制作シングル「Slight Return/The Fountainhead」をリリースするなどして、クリエイションやフード・レコードをはじめ、数多くのレコード会社からオファーを受けることになった。
バンドはその中からA&Mレコードと契約を結び、1995年6月に1stシングル「Are You Blue or Are You Blind?」を発表。これはインディーチャートで1位を獲得し、全英チャートでも31位に入った。さらに、同年9月発表の2ndシングル「Bluetonic」は全英19位を記録。また日本でもミニアルバム「A Bluetones Companion」を発表し、同年11月にはシャーラタンズのオープニングアクトとして初来日を果たす。
1996年1月、3rdシングル「Slight Return」が全英2位と大ヒットし、ついにブレイクを果たす。同年2月、1stアルバム『Expecting to Fly』を発表。アルバムは、当時モンスターヒットとなっていたオアシスの『(What's the Story) Morning Glory?』を蹴落として、全英1位を獲得。売り上げはプラチナ・ディスクにまで達する成功を収めた。同年4月にはシングル「Cut Some Rug」も全英7位とヒットし、ブリット・アウォーズのベスト・ニュー・バンド部門にノミネートされた。また同年9月に発表された新曲「Marblehead Johnson」（全英7位）は、メンバーが特殊メイクでデブに扮したミュージック・ビデオも話題となった。

### ブリットポップ後、メジャーでの活動
1998年2月に先行シングル「Solomon Bites the Worm」（全英10位）、同年3月に2ndアルバム『Return to the Last Chance Saloon』を発表。アルバムは全英10位と前作の成功には及ばなかったが、ゴールド・ディスクを獲得。また日本でもオリコンチャートのトップ40入りしている。アルバムからは、「If...」（全英13位）、「Sleazy Bed Track」（全英35位）、「4-Day Weekend」（日本人アニメーターの森本晃司がミュージック・ビデオを制作した）がシングルカットされた。
2000年2月に先行シングル「Keep the Home Fires Burning」（全英13位）、同年5月にシングル「Autophilia」（全英18位）と3rdアルバム『Science & Nature』（全英7位）を発表。新メンバーとしてキーボード担当のリチャード・ペイン（元ドッジー）が加入した。このアルバムはA&Mレコードが吸収合併されたことからマーキュリー・レコードからのリリースとなっているが、より大きなレーベルに移ったことで十分なプロモーションがされなくなってしまったと、マークは後に振り返っている（アルバムからカットされた「Mudslide」のPVはそのことを皮肉ったような内容となっている）。また同年8月には第1回のサマーソニックに出演、11月にレーベルメイトのムーヴァーを引き連れての来日公演も果たしている。
2002年3月に新曲「After Hours」（全英26位）、同年4月にそれまでのシングル曲と新曲を集めた『The Singles』（全英14位）を発表。このアルバムの発表後、リチャードはバンドを脱退。さらにバンドはマーキュリー・レコードを離れることとなり、以後はインディーで活動することになった。

### インディーでの活動
2003年4月に両A面シングル「Fast Boy/Liquid Lips」（全英25位）、同年5月に4thアルバム『Luxembourg』（全英49位）を自主レーベルから発表。マークが「これまでの僕達の作品とはまったく異なる」と語った通り、それまでバンドが多用してきたアコギを一切使用せず、パンク・ロックやガレージロック、ニュー・ウェイヴに強く影響を受けたアルバムだった。またシングルカットされた「Never Going Nowhere」は全英チャートでは最後のトップ40入りを記録した。
しばらくバンドは充電期間をおいた後、2005年11月にEP「Serenity Now」を自主リリースして活動を再開。それと前後してインディーレーベルのクッキング・ヴァイナルと契約を結ぶ。
2006年2月、マーク・モリスが「The Fi-Lo Beddow EP」をリリース。これ以後もマークはバンドと並行してソロ活動を行うようになっていく。また同年3月、それまでのバンドのシングル曲を集めた3枚組ベストアルバム『A Rough Outline: The Singles & B-Sides 95–03』（全英156位）を発表している。
2006年9月に先行シングル「My Neighbour's House」（全英68位）、同年10月に5thアルバム『The Bluetones』を発表。アルバムからはさらに「Head on a Spike」、「Surrendered」がシングルカットされた。また2007年3月、ブリティッシュ・アンセムズに出演するために来日を果たした。
2007年には『BBC Radio Sessions』、ライブ・アルバム『Once Upon a Time in West Twelve』とそのDVD『Beat About The Bush』、デビュー前のデモ音源集『The Early Garage Years』、それまでのミュージック・ビデオなどをまとめたDVD『Blue Movies』など、レコード会社主導で数多くの編集盤がリリースされた。
2008年5月、マークがソロ・アルバム『Memory Muscle』を発表。アルバムには自作の新曲群のほかに、「The Fi-Lo Beddow EP」の再録バージョンやティーンエイジ・ファンクラブの「Alcoholiday」のカバーなどが収められている。また同年12月には、ブルートーンズとして『Expecting to Fly』を全曲演奏するツアーを行った。
2010年5月、これまでで最も長いブランクとなる3年半ぶりに、6枚目のスタジオ・アルバム『A New Athens』を発表。メンバーにとっても自信作だったがセールス的に成功を収めるまでには至らず、図らずも本作がラストアルバムとなってしまった。

### 解散を発表、フェアウェル・ツアー
2011年3月28日、同年秋に行われるツアーを最後に解散することをあきらかにして、以下の声明を発表した。
「残念だけど、お別れを言わなきゃいけない時が来たんだ。17年間ツアーして6枚のスタジオ・アルバムを作ってきたけど、ブルートーンズは今秋のツアーを最後にするって決めたよ。僕らの忠実なサポーターたちに感謝の意を表するために、キャリアを総括するようなセットリストを演奏しようと思う。願わくは、盛り上がって終われるといいね。9月にみんなと会えるのを楽しみにしてるよ」。
当初イギリス以外での公演予定はなかったが、ファンやメンバーらの強い要望を受けて、急遽フェアウェル・ツアーを日本でも開催することを発表した。2011年10月1日に行われた大阪公演が、ブルートーンズにとってのラスト・ライヴとなった。

### 再結成
解散後、マークは2ndアルバム『ア・フラッシュ・オブ・ダークネス』を発表するなど、ソロ・アーティストとして活動。その他のメンバーは、音楽活動から離れていたが、2015年にブルートーンズがデビューして20周年を迎えることを記念して、オリジナルメンバー4人が集結。同年9月から再結成ツアーを行うことを発表した。

## その他のエピソード
- 一時期、新人バンドの育成にも力を入れており、自らのレーベル「スペリアー・クォリティ・レコーディング」から、R&B系ロックバンドのムーヴァーやパンクバンドのキング・アドラなどをデビューさせていたが、プロモーション・資金不足もあってどれも大きな成功には至らなかった。
- 映画監督のエドガー・ライトは、長年ブルートーンズの大ファンであり、メンバーとも交流がある[5]。エドガーは「Keep the Home Fires Burning」と「After Hours」のミュージック・ビデオを手がけているほか、自らが監督を務めた2010年のアメリカ映画『スコット・ピルグリム VS. 邪悪な元カレ軍団』の挿入歌として「Sleazy Bed Track」を起用している（同映画のサウンドトラックにも収録されている）。

## アルバム・ディスコグラフィー

### スタジオ・アルバム
- 『Expecting to Fly』 (1996年2月12日発売)
- 『Return to the Last Chance Saloon』 (1998年3月9日)
- 『Science & Nature』 (2000年4月12日)
- 『Luxembourg』 (2003年5月12日)
- 『The Bluetones』 (2006年10月9日)
- 『A New Athens』 (2010年5月31日)

### コンピレーション・アルバム
- 『The Singles』 (2002年4月8日発売)
- 『A Rough Outline: The Singles & B-Sides 95 - 03』 (2006年3月6日)
- 『The Early Garage Years』 (2007年7月30日)

### ライブ・アルバム
- 『BBC Radio Sessions』 (2007年2月26日)
- 『Once Upon a Time in West Twelve』 (2007年6月25日)

## 来日公演
1995年（シャーラタンズのオープニングアクト）
- 11月30日 大阪ベイサイドジェニー
- 12月2日 東京・渋谷CLUB QUATTRO（この日のみ単独公演）
- 12月2日 東京・新宿LIQUIDROOM（オールナイトライブ）

1996年
- 5月22日 東京・新宿LIQUIDROOM
- 5月23日 大阪・心斎橋CLUB QUATTRO
- 5月24日 福岡クロッシングホール
- 5月26日 名古屋CLUB QUATTRO
- 5月27日 東京・新宿LIQUIDROOM
- 5月28日 東京・新宿LIQUIDROOM（追加公演）

1998年
- 4月20日 東京・恵比寿ザ・ガーデンホール
- 4月22日 名古屋CLUB QUATTRO
- 4月23日 大阪・梅田ヒートビート
- 4月25日 東京・恵比寿ザ・ガーデンホール

2000年
- 8月5日 サマーソニック00（WTCオープンエアスタジアム）
- 8月6日 サマーソニック00（富士急ハイランド）

2000年（ムーヴァーとのジョイントツアー）
- 11月7日 東京・渋谷CLUB QUATTRO（この日のみ単独公演）
- 11月8日 東京・渋谷ONAIR EAST
- 11月9日 名古屋CLUB QUATTRO
- 11月10日 大阪・心斎橋CLUB QUATTRO

2003年
- 10月30日 東京・新宿LIQUIDROOM

2004年（マーク・モリスのソロ公演）
- 11月19日 東京・渋谷ライブハウスチェルシーホテル

2007年
- 3月3日 ブリティッシュ・アンセムズ（新木場STUDIO COAST）

2011年
- 9月30日 東京・渋谷Duo Music Exchange
- 10月1日 大阪THE LIVE HOUSE soma（ラストライヴ）